# Kashirampur
Kashirampur é uma vila no distrito de Garhwal, no estado indiano de Uttaranchal.

## Demografia
Segundo o censo de 2001, Kashirampur tinha uma população de 9033 habitantes. Os indivíduos do sexo masculino constituem 51% da população e os do sexo feminino 49%. Kashirampur tem uma taxa de literacia de 76%, superior à média nacional de 59.5%: a literacia no sexo masculino é de 81% e no sexo feminino é de 72%. Em Kashirampur, 13% da população está abaixo dos 6 anos de idade.